# Hinojosa de San Vicente
Hinojosa de San Vicente è un comune spagnolo di 413 abitanti situato nella comunità autonoma di Castiglia-La Mancia.